# 領内名勝図巻
領内名勝図巻（りょうないめいしょうずかん）は、肥後細川藩を中心とする名勝の絵巻物。江戸時代中期の熊本の風景を知る格好の資料となっている。肥後の細川藩主が、江戸の大名のサロンでお国自慢の図巻を披露するために描かせたという史実もあいまって、貴重な歴史資料である。現在、熊本県の指定文化財となっている。

## 概要
江戸中期の寛政5年（1793年）ごろに、細川藩の絵師数名によって描かれた、一部、肥後藩を越え、隣の日向藩（宮崎）の物も描かれている。全15巻のうち現存するのは14巻。第13巻が消失。写真が無かった時代、九州地方、特に熊本や宮崎の山間部にある名勝（滝）を網羅し描いたものは例が無く、美術品としての価値だけでなく、当時の地方状況を示す手がかりとしても大変重要で貴重な史料ともなっている。現在は、財団法人永青文庫所蔵で、現在熊本県立美術館に寄託され、巻数を絞って展示されているほか、肥後銀行本店内にある肥後の里山ギャラリーではデジタル映像化されたものを見ることができる

## 内容：描かれた地域、対象

### きっかけ
第8代の熊本藩主細川斉茲が、矢部手永（現在の熊本県上益城郡山都町）に狩りに出かけた際に、当地の名勝（千滝と五老ヶ滝）などを散策。見事さに心を打たれ感動し、早速、藩御抱絵師の矢野良勝に写生を命じたものがきっかけである。斉茲は、完成した絵の出来映えに大いに満足し、江戸で諸藩の大名たちに披露しようと、肥後国中の名勝（滝や美しい風景など）を探させ、それを良勝と衛藤良行に描かせた。参勤交代の折、これらの絵を江戸で諸大名に絵を披露したと言われている。

### 描写の特徴
御抱絵師は雪舟の技法に習い、大胆な筆使いながら細い部分も極めて詳細に描いている。多くの絵に誇張・デフォルメが見られる。また、絵の中に単一の描写地点では描けないほどの事物を描きこんでおり、描写位置を特定するのは極めて困難である。案内された絵師が、藩主の満足にかなうよう、現地をくまなく歩き回って調査し、描いたものと推測され、手抜かりの無い描写となっている。

### 描かれた対象
絵を描くきっかけとなった「瀧（滝）」が主な題材で、有明海や不知火海などが見渡せる高台からの眺めの良い風光明媚な風景なども描かれている。

## 主に描かれた名勝（地域）
矢部四十八滝のうち、千滝や五老ヶ滝、聖滝（ひじりだき）など代表的な滝のほか、地元の人でもあまり知られていない隠れた名勝（滝）も描かれている。特に矢部の滝（千滝と五老ヶ滝）は、このような絵を描くきっかけともなったもので、「領内名勝図巻」を代表するものと言える。
以下の名勝はすべて山都町に所在する。
- 仙滝（→千滝だと推測される。）
- 五郎ガ瀧（→五老ヶ滝だと推測される。）
- 聖滝（ひじりだき）
- 福羅瀧（→福良滝だと推測される。絵には福良滝上流にある滝も描かれている。）
- 虹生ノ滝（→念珠滝だと推測される。）
- 龍宮滝（→中島の竜宮滝だと推測される。同名の滝が御岳地区にもある。）
- 鵜の子滝（うのこだき　幾つかの滝が近くにまとまってある。矢部四十八滝を代表する滝で、下二つの滝は二段滝を形成している。）
- 鮎の瀬滝（→白糸の滝だと推測される。）
- 雄滝（おだき→「領内名勝図巻」の解説書などには御船町と書かれているが、山都町中島にある滝。）
- 雌滝（めだき→「領内名勝図巻」の解説書などには御船町と書かれているが、山都町中島にある滝。）
- ヨケノ滝（→川口集落と郷野原の境にヨケンタニと呼ぶ地名がある。そこの河川が絵と酷似しており、ヨケノ滝と推測される。）
- 竿渡滝（旧蘇陽病院から入った数件の集落・竿渡から川方面に直角に曲がった農道を行くと、降り口がある。2013年、熊本の地銀「肥後銀行」のカレンダー（2014年版）として採用された。）

## 類似する絵画など
- 『福羅瀧・七越瀧之圖』
- 『肥後國諸瀑布之圖』
- 掛け軸　4福

## 印刷物
熊本県にある肥後銀行が、毎年販促用カレンダーを作っているが、近年、「領内名勝図巻」の絵を取り上げて制作している。